# Museu Barbier-Mueller d'Art Precolombí de Barcelona
El Museu Barbier-Mueller d'Art Precolombí de Barcelona fou un museu especialitzat en art precolombí que estava situat al carrer de Montcada número 14 de Barcelona, al Palau Nadal just davant del Museu Picasso i al costat del DHUB. Fou una extensió del Musée Barbier-Mueller de Suïssa. Va estar obert del 1997 al 2012.

## Història
Es va inaugurar el 1997 gràcies a un préstec inicial de 5 anys que va fer el museu suís a l'Institut de Cultura de l'Ajuntament de Barcelona i va tancar les portes el mes de setembre de 2012, degut a una manca d'acord entre l'Ajuntament i el propietari de la col·lecció pel que fa a la renovació del préstec.
El juny de 2012 es va anunciar que la col·lecció seria venuda a un tercer, exercint el dret que apareixia a l'acord que es va signar en el moment de fer la cessió de la col·lecció, i plantejant la possibilitat de portar una altra col·lecció al museu.
El juliol del mateix any es va plantejar portar la col·lecció africana del mateix col·leccionista, però l'Ajuntament i el propietari no s'hi van posar d'acord, pel que es va acordar el tancament definitiu del museu, que serà substituït pel Museu de les Cultures del Món.

## Col·lecció
La seva col·lecció està formada per un conjunt d'escultures, ceràmiques i d'altres objectes provinents de diversos territoris americans, com l'Amazònia, Amèrica andina, Amèrica Central i Mesoamèrica.